# Kreisgericht Angermünde (Preußen)

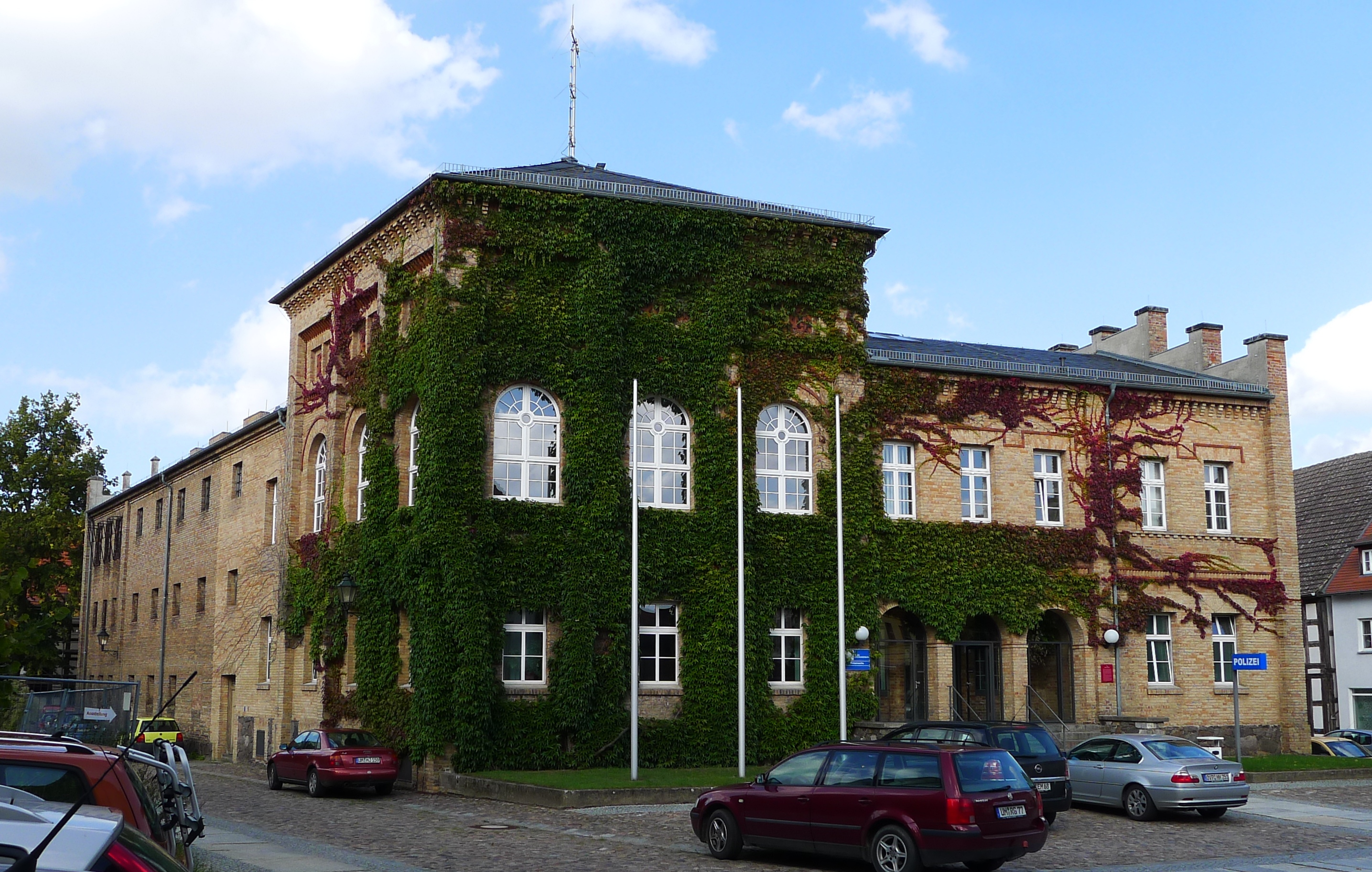
Kreisgerichtsgebäude, heute Polizeirevier

Das Kreisgericht Angermünde war von 1849 bis 1878 ein preußisches Kreisgericht mit Sitz in Angermünde.

## Geschichte
In Angermünde bestand bis 1848 das Stadtgericht Angermünde. Dieses wurde 1848, wie auch das Stadtgericht Oderberg, in eine Gerichtskommission des Land- und Stadtgerichts Neustadt-Eberswalde umgewandelt. Nach der Märzrevolution wurde dieses Gericht aufgehoben und in Preußen einheitlich Kreisgerichte gebildet. Für den Landkreis Angermünde entstand zunächst das vorläufige Kreisgericht Schwedt und in Angermünde eine vorläufige Gerichtskommission des Kreisgerichtes Schwedt. Dieses war eines von 14 Kreisgerichten im Sprengel des Kammergerichts. Diese Regelung kam jedoch nicht lange zur Ausführung. Am 13. Februar 1849 trafen sich die führenden Richter und Verwaltungsbeamten und diskutierten das Angebot der Stadt Angermünde, ein neues Gerichtsgebäude zu erbauen, wenn das Kreisgericht dorthin verlegt werden würde. Das Angebot wurde angenommen und das Kreisgericht, welches am 1. April 1849 in Schwedt die Arbeit aufgenommen hatte, wurde zum 1. Januar 1850 nach Angermünde verlegt. Eine Gerichtsdeputation bestand in Schwedt, Gerichtskommissionen bestanden in Joachimsthal und Oderberg.
Der Sprengel des Kreisgerichts Angermünde umfasste den größten Teil des Landkreises Angermünde mit den Städten Angermünde, Greiffenberg, Joachimsthal, Oderberg, Schwedt/Oder und Vierraden mit 61.351 Gerichtseingesessenen (1861). Das Kreisgericht Prenzlau war das zuständige Schwurgericht für das Kreisgericht Angermünde. Gerichtstage wurden in Gramzow gehalten. Das Gericht bestand aus einem Direktor und zehn Kreisrichtern.
Im Rahmen der Reichsjustizgesetze wurde das Gerichtswesen in Deutschland 1879 vereinheitlicht. Damit wurde das Kreisgericht Angermünde aufgehoben und das königlich preußische Amtsgericht Angermünde mit Wirkung zum 1. Oktober 1879 als eines von 12 Amtsgerichten im Bezirk des Landgerichtes Prenzlau als Nachfolger gebildet.

## Gerichtsgebäude
Für das Gerichtsgebäude siehe Amtsgericht Angermünde#Gerichtsgebäude.